# Шанаурин, Прокопий Степанович
Проко́пий Степа́нович Шанау́рин (27 сентября 1919, дер. Ерзовка, Свердловская область — 14 октября 1960, с. Усть-Ницинское, Свердловская область) — советский воин-артиллерист во время Великой Отечественной войны, Герой Советского Союза (19.04.1945). Старший сержант.

## Биография
Родился 27 сентября 1919 года в деревне Ерзовка Туринского уезда (ныне — Слободо-Туринский район Свердловской области) в крестьянской семье. Через некоторое время семья переехала в село Усть-Ницинское того же района.
Окончил 7 классов школы. Работал в колхозе, затем был назначен продавцом в сельском магазине потребительской кооперации в Усть-Ницинском.
В октябре 1939 года призван в Красную Армию. Служил на Дальнем Востоке. В сентябре 1941 года 26-я стрелковая дивизия, в которой он служил, была переброшена на фронт Великой Отечественной войны. В ней же он воевал до конца войны. Был наводчиком орудия, командиром орудийного расчёта, командиром отделения разведки, старшиной батареи управления. Участвовал в оборонительных и наступательных боях под Старой Руссой и Холмом, в Ленинградско-Новгородской, Шяуляйской и Восточно-Прусской наступательных операциях. За годы войны дважды был контужен и один раз ранен. В 1943 году вступил в ВКП(б).
Командир отделения разведки 19-го Красноярского артиллерийского полка 26-й Златоустовской дважды Краснознамённой ордена Суворова стрелковой дивизии 90-го стрелкового корпуса 43-й армии 3-го Белорусского фронта старший сержант Прокопий Шанаурин во время штурма Кёнигсберга 8 апреля 1945 года совершил подвиг: при штурме укрепленного пригорода Кёнигсберга Метгетен (ныне в черте города Калининграда) при взятии укреплённого трёхэтажного здания Шанаурин под огнём противника пересёк площадь и подорвал пулемёт гранатами через окно, а в дальнейших боях огнём из автомата и в рукопашных схватках лично уничтожил 12 солдат неприятеля. После окончания боя водрузил над зданием ратуши флаг СССР.
Вечером того же дня полк был спешно передислоцирован на правый берег реки Прегель и в ночь с 8 на 9 апреля отбил ночную танковую атаку, при этом, поскольку в трёхдневном штурме ряды артиллеристов поредели, Шанаурин был назначен командиром орудийного расчёта и оказал отчаянное сопротивление врагу (когда погибли или получили ранения почти все бойцы его расчёта, Шанаурин вёл огонь по врагу один, затем ему на помощь подоспел уцелевший артиллерист соседнего разбитого снарядом орудия). В этом бою Шанаурин лично уничтожил два танка орудийным огнём, а прорвавшийся на позиции батареи третий танк он взорвал противотанковыми гранатами. Получил контузию и сильный ожог глаза от пламени близко разорвавшегося снаряда (на месяц глаз лишился зрения).
За образцовое выполнение боевой задачи, проявленную отвагу, мужество и бесстрашие Указом Президиума Верховного Совета СССР от 19 апреля 1945 года старшему сержанту Шанаурину Прокопию Степановичу присвоено звание Героя Советского Союза с вручением ордена Ленина и медали «Золотая Звезда» (№ 6257). Медаль Героя вручили в День Победы 9 мая 1945 года. 
В конце 1945 года старшина Шанаурин уволен в запас, жил в селе Усть-Ницинское Свердловской области. Женился на однополчанке санинструкторе Анне Васильевне Понимахиной. Родились дети: Бронислав, Владислав и Лариса. Работал председателем правления потребительской кооперации района, затем председателем исполкома сельского Совета.
Скончался от последствий фронтовых контузий 14 октября 1960 года, похоронен в Парке Победы села Усть-Ницинское. В 1988 году на могиле героя установлен бюст.

Могила в Усть-Нице

## Награды
- Герой Советского Союза (19.04.1945)
- Орден Ленина (19.04.1945)
- Орден Отечественной войны 2-й степени (27.04.1944)
- Орден Славы 3-й степени (13.02.1945)
- медаль «За отвагу» (03.03.1944)[1]
- Медаль «За взятие Кёнигсберга» (1945)
- Медаль «За победу над Германией в Великой Отечественной войне 1941—1945 гг.» (1945)[2].

## Память
- Центральная улица в селе Усть-Ницинское названа его именем
- В Слободо-Туринском районе Свердловской области ежегодно проводятся районные лыжные соревнования, посвященные памяти П.С.Шанаурина[3]
- Его портрет  - среди героев Слободо-Туринского района рядом с портретом героя-земляка Г.П.Сабурова на Аллее Славы в Туринской Слободе
- На его могиле установлен бюст Героя
- Именем Героя — «Прокопий Шанаурин» был назван рыболовецкий траулер, приписанный к Калининградскому порту (введён в строй в 1972 году, разделан в 2004 году в Калининграде).
- На месте подвига Героя установлен обелиск (расположен на улице Карташева в Калининграде). На обелиске надпись: «В бою за населенный пункт Метгетен (поселок А.Космодемьянского) Герой Советского Союза старший сержант Прокопий Степанович Шанаурин, возглавив атаку стрелковой роты, в рукопашном бою уничтожил 12 гитлеровцев и водрузил знамя Победы над поселком»
- Его фамилия увековечена на одной из табличек Мемориала Героям штурма города-крепости Кенигсберг на центральной площади им. Маршала А.М.Василевского в Калиниграде среди других Героев Советского Союза, получивших звание за подвиги в боях при штурме Кенигсберга .
- В 2020 году одна из новых улиц Калининграда названа именем Старшего сержанта Шанаурина
- Про его подвиг рассказывали на Первом канале в цикле программ, посвященным юбилею Победы 9.04.2010 года и 9.04.2020 года